# Dolichopus festivus
Dolichopus festivus är en tvåvingeart som beskrevs av Alexander Henry Haliday 1832. Dolichopus festivus ingår i släktet Dolichopus och familjen styltflugor.
Artens utbredningsområde är Irland. Arten är reproducerande i Sverige. Inga underarter finns listade i Catalogue of Life.